# Ossetien

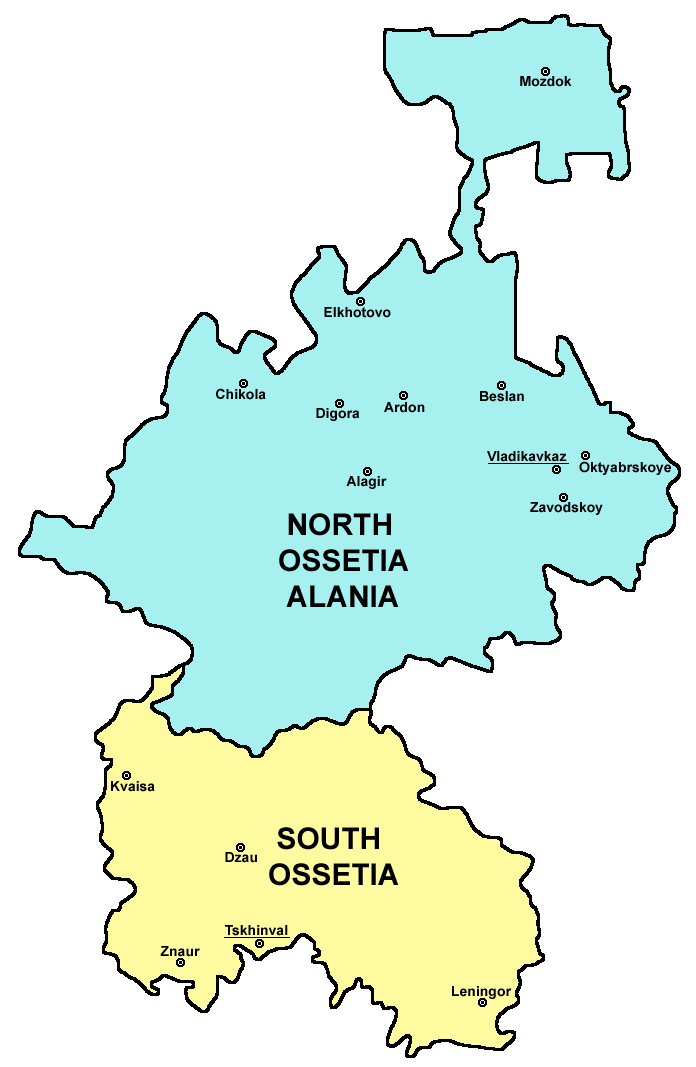
Engelskspråkig karta över Nord- och Sydossetien

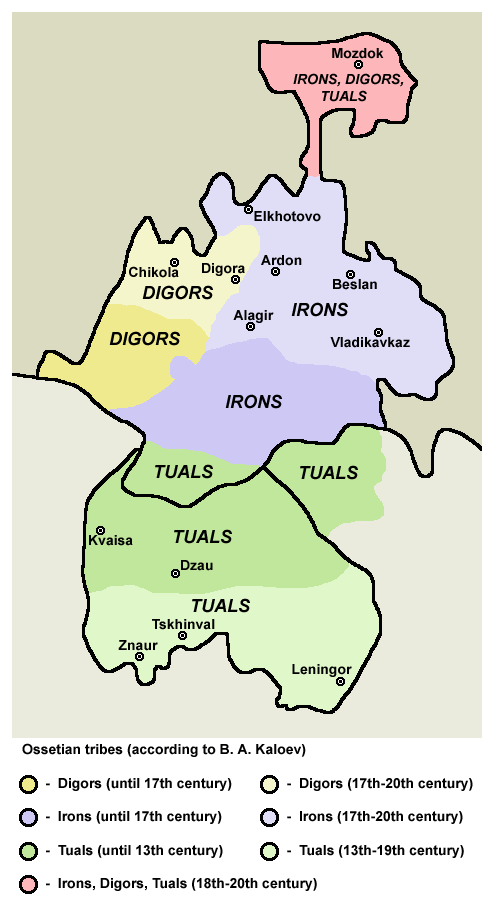

Ossetien (ossetiska: Ирыстон, Iryston, eller Ironistan "de ädlas land, ariernas land"; "Ossetien" kommer av georgiska: ოსეთი, Oseti, via ryska: Осе́тия, Osetija) är en region i Kaukasien. Den kan i politiskt hänseende uppdelas i det de jure georgiska men separatistiska Sydossetien söder om Stora Kaukasus och det ryssländska Nordossetien norr om Stora Kaukasus.
Landet utgörs av trånga kittel- och floddalar omkring det isklädda Kazbek; enbart på norra sidan, ner mot Terek, är jordbruk möjligt. Darielpasset (kallat "Kaukasus port") genom Kaukasus från Vladikavkaz till Tbilisi, går genom Ossetien. Den beboeliga delen av området uppskattas till 2 750 kvadratkilometer. Befolkningen domineras av osseter, vilka talar ossetiska. Ossetiska är ett iranskt språk som är besläktat med persiska.
Det ryssländska Nordossetien är kulturellt präglat av tjerkessisk kultur, medan Sydossetien är präglat av georgiskt inflytande (på papperet tillhör den regionen fortfarande Georgien). I båda regionerna finns numera starka rörelser för ett enande av de då "landshalvorna". Vissa grupperingar kämpar för självständighet från både Ryssland och Georgien.

## Historik
- 1774 – Nordossetien blir en del av Ryska imperiet.
- 1801 – Området för dagens Sydossetien, tillhörande prins Machabeli inom kungariket Kartli-Kakheti blir tillsammans med Georgien en del av Ryska imperiet.
- 1922 – Ossetien delas i två delar, Nordossetien blir en del av Ryska SFSR och Sydossetien en del av Georgiska SSR.
- 20 september 1990 – Oberoende republiken Sydossetien utropas, den har dock bara erkänts av ett fåtal länder.
- 8 augusti 2008 – Kriget i Sydossetien utbryter.